# 秋山十三子
秋山 十三子（あきやま とみこ、1924年（大正13年） - 1997年（平成9年）7月11日）は、京都市生まれの随筆家。京都の風物や暮らしに関する著作などがある。

## 経歴
京都府京都市の祇園近く白河周辺で9代続いた造り酒屋に生まれる。京都府立第二高等女学校（現・京都府立朱雀高等学校）高等科卒業。婦人雑誌の読者欄投稿で佳作を受賞して以降、家事のかたわらで執筆活動をする。1984年（昭和59年）に単著で京都の言葉を巧みに自然な文体で書かれた『私の手もと箱　京暮らしの四季』を出版。ほかにも主婦の目から見つめた京都の風物や暮らし、おばんざい、酒造り唄などに関する著作があり、京都の女流随筆家として注目された。『豆腐の話』という著作では、参考文献をあげつつ、エッセイにとどまらない、京都のお豆腐が生活に根付いている様子がわかる内容となっている。秋山十三子の曾祖母、祖母、母みな京都からなので生粋の京女と紹介されている。
1997年平成9年7月11日午前1時19分に肺がんのため、京都市内の病院で亡くなった。葬儀・告別式も京都市内で行われ、新聞で場所・喪主も伝えられている。享年72歳だった。三回忌の供養では、遺族によって非売品の追悼作品集『はんなりとー京女の思い出箱ー』も出版され、知人や希望者に配られた。追悼作品集には、共著の多い大村しげ、平山千鶴、写真家の松尾弘子らの追悼文も載せられている。

## 活動
- 生まれは9代続いた造り酒屋だったが、秋山十三子の代で酒蔵をなくし、跡地を駐車場にした。酒蔵への鎮魂として『私の酒造り唄』を書いたと述べている[6]。
- 朝日カルチャーセンター・京都で講座を行っており、「この里この味」という講座で京都や滋賀の名所・旧跡を訪ね、料理を味わう内容で、女性を中心に人気を博した[7]。

## 著書

### 随筆
- 『私の手もと箱　京暮しの四季』文化出版局、1984年。
- 『私の酒造り唄』文化出版局、1987年。

### 共著
- 大村しげ、平山千鶴　共著『だれも書かなかった京都』主婦と生活社、1973年。
- 大村しげ、平山千鶴　共著『京の着だおれ　京女がつづる着物への愛』東洋文化社、1974年。
- 篠田統　共著『豆腐の話』駸々堂出版、1976年。
- 大村しげ、平山千鶴　共著『とっておきの京都　京おんなが案内する味どころ、買い物、暮らしの道具の店337』主婦と生活社、1977年。
- 大村しげ、平山千鶴　共著『京のおばんざい　四季の花ごよみ』光村推古書院、2002年。